# José de la Cuadra
José de la Cuadra (1903-1941) est un écrivain équatorien, né et mort à Guayaquil. Il est un des meilleurs représentants du réalisme magique propre à la littérature sud-américaine, et son approche réaliste de la condition sociale des habitants du Montuvio, région rurale proche de Guyaquil, entre la mer et la montagne, est transfigurée par la présence d'éléments mythiques.

## Œuvres
- Un roman : Los Sangurimas (1934).

- Des recueils de nouvelles : El amor que dormía (1930) ; Repisas (1931) ; Horno (1932) ; Guásinton (1938). Un recueil de nouvelles a été publié en français sous le titre Noir Équateur (2008).

- Un essai : El montuvio ecuatoriano (1937).